# Imunitní dysregulace
Imunitní dysregulace je označení stavu, při němž jsou narušeny procesy imunitního systému. Dysregulace má za následek autoimunitní onemocnění nebo některé druhy rakoviny. Dysfunkce imunitního systému je způsobena například IPEX syndromem.

## IPEX syndrom
IPEX syndrom (Imunitní dysregulace, polyendokrinopatie, enteropatie, X-vázaný syndrom) je syndrom způsobený genetickou mutací v genu FOXP3, který kóduje hlavní transkripční faktor T regulačních buněk (Tregs). Mutace vede k dysfunkčním regulačním T-lymfocytům a autoimunitním onemocněním. Klinicky se projevuje enteropatií (onemocnění střeva), ekzémy a onemocněním diabetes mellitus I. typu. Běžné jsou i další autoimunitní projevy a hypersenzitivita. Jedinci s IPEX syndromem mají také zvýšenou reaktivitu imunitního systému a náchylnost k infekcím. U jedinců se syndromem IPEX se autoimunitní onemocnění projevuje v mladém věku.

## Další genetické syndromy spojené s imunitní dysregulací

### APECED
Autoimunitní polyendokrinopatie, kandidóza, endodermální dystrofie (APECED) je syndrom způsobený mutací v AIRE (autoimunitní regulátor). Typickými projevy jsou mukokutánní kandidóza a mnohočetná endokrinní autoimunitní onemocnění. APECED způsobuje ztrátu centrální tolerance. 

### Omennův syndrom
Ommenův syndrom se projevuje jako autoimunitní onemocnění podobné reakci štěpu proti hostiteli (GVHD). Projevy syndromu jsou způsobeny zvýšenou produkcí IgE. Omennův syndrom je způsoben mutacemi v genech RAG1, RAG2, IL2RG, IL7RA nebo RMRP. Počet buněk imunitního systému bývá normální, ale jejich funkce je snížena. 

### Wiskott-Aldrichův syndrom
Wiskott-Aldrichův syndrom je způsoben mutací v genu WAS. Projevuje se vyšší náchylností k infekcím a ekzémům, častějším vývojem autoimunitní hemolytické anémie, neutropeníií a artritidou. 

## T-buněčná imunodeficience
Časná imunodeficience T-lymfocytů se projevuje jako neúplné snížení počtu nebo aktivity T-lymfocytů. Na rozdíl od těžké T-buněčné deficience se částečně zachovává schopnost T-lymfocytů v reakci proti infekcím. Mezi klinické projevy patří výskyt autoimunitních onemocnění, hyperaktivita imunitního systému a zvýšená produkce IgE. Mutace způsobující T-buněčnou imunodeficienci jsou často v genech pro cytokiny (např. IL-7) nebo pro somatickou hypermutaci a prezentaci antigenu.
Dalším důvodem může být mutace v CTLA-4, který je nezbytný pro negativní regulaci imunitní odpovědi a jeho ztráta vede k dysregulaci a autoimunitním onemocněním. Mezi další projevy patří hypogammaglobulinémie časté infekce a výskyt autoimunitních onemocnění. U různých jedinců se projevy mohou lišit, v některých případech je počet regulačních T-lymfocytů snížen jen částečně, u jiných je snížena schopnost vázat ligand CTLA-4 a kvůli tomu je narušena homeostáza efektorových T a B-lymfocytů. Dědičnost syndromu je autosomálně dominantní s neúplnou penetrancí.

## Imunitní dysregulace spojená se stresem
Chronický stres může vést v různých fázích života k chronickému zánětu a imunitní dysregulaci. Jedinci s vysokým stresem v dětství (týraní, zanedbávaní apod.) jsou v dospělosti vystaveni vyššímu riziku vzniku kardiovaskulárních onemocnění, cukrovky II. typu, osteoporózy, revmatoidní artritidy a dalších problémů spojených s poruchou imunitní regulace. U jedinců s vysokým stresem v dětství je v dospělosti celkově zvýšné riziko chronického zánětu. Stresovaní jedinci mají vyšší hladiny IL-6 a TNF-α. Chronický stres v dětství také podporuje vývoj prozánětlivých typů monocytů a makrofágů a vzniká rezistence k protizánětlivým látkám (např. kortizol). Traumatizovaní jedinci mají také vyšší výskyt protilátek proti virům, jako jsou Herpes simplex, EBV (Virus Ebsreina–Barrové) nebo Cytomegalovirus, než jedinci bez chronického stresu.

## Stárnutí imunitního systému
Dysregulace imunitního systému je spojena i s imunosenescencí, která vzniká v důsledku stárnutí. Projevuje se snížením reaktivity na očkování nebo infekce, zhoršenou schopností aktivace a proliferace T-lymfocytů i B-lymfocytů nebo nižší schopností antigenní prezentace dendritickými buňkami. Při imunosenescenci dochází k akumulaci paměťových a efektorových T-lymfocytů na úkor naivních T-buněk. Nedostatek naivních T-lymfocytů je pak příčinou nízké plasticity imunitního systému u starších osob. Dochází i ke snížení centrální tolerance a narůstá počet autoreaktivních T-buněk. B-lymfocyty mají také snížený repertoár naivních buněk a nárůst paměťových B-buněk. Starší lidé mají i sníženou produkci protilátek proti antigenům. Dochází ke změně jednotlivých subtypů imunoglobulinů. Snižují se hladiny IgM a IgD, dochází k nárůstu hladin IgG1, IgG2 a IgG3. IgA má vyšší zastoupení ve formě monomerů v séru, ale nižší jako dimer na povrchu sliznic. K celkové akumulaci efektorových T-buněk i B-buněk dochází kvůli chronickému zánětu v důsledku dlouhodobého vystavování antigenům. Dochází i ke snížení schopnosti apoptózy, což podporuje přežití paměťových buněk. Ve stáří jsou ovlivněny i buňky přirozené imunity; aktivované buňky mají nižší schopnost návratu do klidového stavu, jen se u nich snižují efektorové funkce. Starší lidé vykazují špatnou reaktivitu NK buněk a zhoršenou schopnost prezentace antigenu dendritických buněk. U makrofágů se snižuje schopnost fagocytózy a je podpořen M2 fenotyp makrofágů (alternativně aktivované). Při imunosenescenci dochází také ke zvýšené produkci některých imunitních mediátoru, jako jsou prozánětlivé IL-6 nebo IL-1. Může docházet i k vyšší produkci protizánětlivých IL-10 nebo IL-4. Ve stáří se rovněž snižuje schopnost hojení ran, což vede v místě poranění k náchylnosti k dalším infekcím. Stárnutí imunitního systému je podpořeno i chronickými infekcemi, oxidačním stresem nebo produkcí a akumulací reaktivních forem kyslíku. Zvýšená akumulace paměťových buněk je ovlivněna také infekcí cytomegalovirem. Chronický prozánětlivý stav ve stárnoucím organismu se označuje také jako inflammaging. Jde o dlouhodobý systémový zánět nízkého stupně přítomný bez přítomnosti infekce.

## Dysregulace imunitního systému v reakci na toxiny
Imunitní dysregulace může být způsobena také toxiny. U pracovníků v zemědělství může být reakce imunitního systému dána zvýšenou expozicí pesticidům (jako jsou DDT, organofosfáty, amidy, ftaláty atd.). Výsledné poškození závisí na věku jedince, dávce a době expozice toxinu. V mladém věku a u dospívajících existují výrazné negativní účinky i při nižší dávce toxinů. Výsledný dopad na organismus a schopnost rozkladu toxinů také souvisí s metabolismem a genetickým vybavením jedince. Toxiny mohou působit na buněčnou složku imunity přímo nebo prostřednictvím jejich metabolitů. Také mohou podporovat vznik reaktivních forem kyslíku (ROS) v těle, napomáhat vyčerpání antioxidantů nebo vzniku oxidačního stresu. Nejběžnějšími klinickými projevy jsou imunosuprese, přecitlivělost, autoimunitní onemocnění a také podpora reakce Th2 nebo chronického zánětu. Důvodem vzniku alergické reakce mohou být také běžné toxiny a dráždivé látky v prostředí – například enzymy ze slin krevsajících parazitů, hmyzí jed nebo dráždivé látky v rostlinách. Tyto látky mohou narušovat membrány buněk, aktivovat buněčné receptory, agregovat nebo degradovat některé bílkoviny či narušovat povrchovou vrstvu sliznic. Imunitní systém na tyto látky reaguje často způsobem, který vede k odstranění dráždivé látky z organismu – svěděním, kašlem, kýcháním nebo zvracením. Kombinace působení několika toxinů současně může zvýšit negativní účinky. A naopak, v některých případech se účinky toxinů mohou navzájem rušit.

## Alergie
Alergické reakce jsou nesprávně namířené reakce imunitního systému na látky běžně se vyskytující v prostředí. Alergeny vyvolávají Th2 imunitní odpověď; reakce zahrnuje zapojení IgE, žírných buněk, přirozených lymfoidních buněk 2 (ILC2), eozinofilů a basofilů. Symptomy alergií souvisejí často se snahou vypudit alergen z organismu a ochránit organismus před dalším vystavením alergenu. Při alergických reakcích dochází ke zvýšení produkce hlenu pohárkovými buňkami na sliznici. Produkce hlenu je podporována IL-13 z ILC2 a Th2 buněk. Vyšší produkce hlenu vytváří silnější bariérovou ochranu a podporuje rýmu, kašel nebo kýchání. Odstranění alergenu z organismu kýcháním, kašláním, zvracením nebo průjmem je umožněno aktivací peristaltiky a stahů hladkých svalů trávicí i dýchací soustavy. Aktivace hladkých svalů nastává působením histaminu, který je vyplavován z žírných buněk. Alergie obecně mají za cíl odstranit alergen z organismu. S tím souvisí i vyplavování antigenu z očí slzením. Svědění je dáno snahou organismu dosáhnout mechanického odstranění alergenu z povrchu kůže.
Alergie mohou být podmíněny geneticky i faktory z prostředí. Některé teorie podporují názor, že alergie vznikají jako ochrana před látkami z prostředí, které mohou narušit organismus, jako například hmyzí jed. Další možnost aktivace alergické reakce je podobnost některých alergenů s molekulárními vzory parazitů, proti kterým imunitní systém rovněž užívá imunitní odpověď typu 2. Hygienická hypotéza souvisí se změnou vystavení patogenům v průběhu života ve vyspělých zemích. Při nedostatečném vystavení patogenům a nedostatečné stimulaci Th1 odpovědi v průběhu vývoje jedince může rovnováha mezi Th1 a Th2 typem odpovědí převážit k proalergické Th2. Teorii podporuje častější výskyt alergií ve vyspělých zemích oproti rozvojovým a také častější výskyt alergií ve městech oproti výskytu na vesnicích, kde se člověk může setkávat i s patogeny hospodářských zvířat. Pravděpodobnější je také výskyt alergií u jedináčků oproti dětem z velkých rodin, kde dochází k častějšímu kontaktu s patogeny od sourozenců. Další faktor prostředí, který může podporovat predispozici k alergiím, je snížení rozmanitosti mikrobiomu. Rozmanitost ovlivňuje strava jedince, dále strava matky v době těhotenství, způsob porodu, doba kojení, užívání antibiotik i přítomnost domácích nebo hospodářských zvířat v běžném životě jedince.